# Trận Mang Sơn (543)
Trận Mang Sơn (chữ Hán: 邙山之战, Mang Sơn chi chiến) là trận đánh lớn thứ tư giữa hai nước Đông-Tây Ngụy diễn ra vào năm 543 đời Nam Bắc triều trong lịch sử Trung Quốc. Kết quả Đông Ngụy giành được thắng lợi, nhưng quá mệt mỏi để tiến hành truy kích nhằm kết thúc cả cuộc chiến.

## Nguyên nhân và bối cảnh
Từ sau trận Hà Kiều, Đông Ngụy thì chưa thể lấy lại nguyên khí, Tây Ngụy vẫn chưa đủ khả năng đối đầu trực diện, đôi bên giằng co trong 5 năm thì ngọn lửa chiến tranh lại được thổi bùng lên.
Ngự sử trung úy Cao Trọng Mật (tức Cao Thận, em Cao Càn) từng lấy em gái Lại bộ lang Thôi Tiêm, sau lại ruồng bỏ, nên sinh hiềm khích với ông ta. Xiêm làm Ngự sử, được Cao Trừng tín nhiệm, khiến Trọng Mật lo sợ. Cao Trừng thấy vợ Trọng Mật là Lý thị xinh đẹp, muốn cưỡng gian, Lý thị cởi đai bỏ áo chạy thoát, về khóc với chồng, càng khiến Trọng Mật ngậm hờn. Tháng 2 năm 543 (tức năm Vũ Định đầu tiên nhà Đông Ngụy, năm Đại Thống thứ 9 nhà Tây Ngụy), Cao Trọng Mật ra làm Bắc Dự Châu thứ sử, dâng thành Hổ Lao  đầu hàng Tây Ngụy.

## Diễn biến
Tháng ấy, Vũ Văn Thái soái đại quân đến cứu Trọng Mật, lấy Thái tử thiếu phó Lý Viễn làm tiền khu, đến Lạc Dương ; sai Khai phủ nghi đồng tam tư Vu Cẩn đánh Bách Cốc , nhổ được. Tháng 3, quân Tây Ngụy vây thành nam Hà Kiều . Đông Ngụy thừa tướng Cao Hoan đem 10 vạn quân đến Hà Bắc , Vũ Văn Thái lui quân lên thượng du sông Triền (sông này từ tây bắc Lạc Dương, chảy qua nam thành đến đông thành vào Lạc Thủy), thả thuyền lửa đốt cầu. Hộc Luật Kim sai Hành đài lang trung Trương Lượng đem hàng trăm chiếc thuyền con chở những sợi xích dài, dùng đinh đóng chặt xích dài vào thuyền lửa, rồi kéo thuyền lửa đi chỗ khác, nhờ vậy bảo vệ được cầu.
Cao Hoan vượt sông, bày trận ở Mang Sơn, mấy ngày không tiến. Vũ Văn Thái bỏ lại quân nhu ở bên sông Triền, nhân đêm tối lên Mang Sơn tập kích. Kỵ binh do thám báo với Cao Hoan rằng: "Giặc cách nơi này 40 dặm, ăn cỏ thay nước mà đến!" Cao Hoan nói: "Cứ để chúng chết khát!" rồi giữ trận để đợi. Mờ sáng, đôi bên gặp nhau. Tướng Đông Ngụy là Bành Nhạc ở cánh phải đem mấy ngàn kỵ binh xông vào góc phía bắc của quân Tây Ngụy, đi đến đâu đánh tan đến đấy, tiến vào doanh trại Tây Ngụy. Có người nói Bành Nhạc làm phản, Cao Hoan giận lắm, ít lâu sau, bụi mù ở tây bắc nổi lên, Bành Nhạc sai sứ báo tiệp, bắt được Thị trung, Khai phủ nghi đồng tam tư, Đại đô đốc Lâm Thao vương Đông, Thục quận vương Vinh Tông, Giang Hạ vương Thăng, Cự Lộc vương Xiển, Tiếu quận vương Lượng, Chiêm sự Triệu Thiện, đốc tướng, quan viên 48 người của Tây Ngụy. Quân Đông Ngụy thừa thắng xông lên, chém hơn 3 vạn thủ cấp . Bành Nhạc đuổi theo rất gấp, Vũ Văn Thái nói: "Thằng nhãi ngốc! Hôm nay ta mất, ngày mai mày có còn không? Sao không mau đến doanh trại của ta để lấy vàng bạc bảo vật?" Bành Nhạc làm theo lời ấy, bắt được 1 sợi đai vàng mà về. Có người tố cáo việc ấy, Cao Hoan vặn hỏi, Bành Nhạc đành phải thừa nhận, Cao Hoan rất giận, nhưng không nỡ giết, nên ban cho Bành Nhạc 3000 xúc lụa gọi là thưởng công.
Hôm sau, đôi bên lại giao chiến. Vũ Văn Thái nắm trung quân, Trung Sơn công Triệu Quý nắm tả quân, bọn Lĩnh quân Nhược Càn Huệ nắm hữu quân. Trung quân, hữu quân hợp sức đánh cho Đông Ngụy đại bại, Cao Hoan mất ngựa, Hách Liên Dương Thuận xuống ngựa nhường cho ông ta. Tùy tòng của Cao Hoan chỉ còn 7 người, quân Tây Ngụy đuổi đến, Úy Hưng Khánh nói: "Vương hãy đi mau, trên lưng Hưng Khánh có trăm mũi tên, đủ giết trăm người." Cao Hoan nói: "Việc xong rồi, lấy ngươi làm Hoài Châu thứ sử; nếu chết, dùng con của người!" Hưng Khánh nói: "Con còn nhỏ, xin dùng anh trai!" Cao Hoan nhận lời. Hưng Khánh ở lại chiến đấu đến chết. Có binh sĩ Đông Ngụy đầu hàng tiết lộ vị trí của Cao Hoan, Vũ Văn Thái mộ lấy 3000 dũng sĩ, đều dùng binh khí ngắn, giao cho Hạ Bạt Thắng đi đánh. Hạ Bạt Thắng trên đường gặp được Cao Hoan, cầm sóc cùng 13 kỵ binh đuổi theo. Sau vài dặm, sắp sửa bắt kịp ông ta, Hà Châu thứ sử Lưu Hồng Huy của Đông Ngụy từ bên hông xông ra bắn chết hai kỵ sĩ, Vũ vệ tướng quân Đoàn Thiều bắn trúng ngựa của Hạ Bạt Thắng. Hạ Bạt Thắng thay được ngựa thì Cao Hoan đã chạy thoát.
Tả quân của bọn Triệu Quý núng thế, quân Đông Ngụy được dịp trỗi dậy. Vũ Văn Thái quay lại chỉ huy, nhưng quân Tây Ngụy dần rơi vào thế bất lợi, đến chiều thì thua chạy. Quân Đông Ngụy đuổi theo, tướng Tây Ngụy là bọn Độc Cô Tín, Vu Cẩn thu nhặt tàn binh, ở phía sau chống cự, đẩy lui truy binh, Vũ Văn Thái triệt thoái toàn quân vào cửa Hàm Cốc.
Cao Hoan thừa thắng, giành lại Hổ Lao, bình định Bắc Dự Châu và Lạc Châu. Tướng Tây Ngụy là Vương Tư Chính trấn thủ Hoằng Nông, bày ra "không thành kế", khiến quân Đông Ngụy không đánh mà lui. Bọn Phong Tử Hội, Trần Nguyên Khang khuyên Cao Hoan nên nhằm thẳng vào Trường An, thống nhất Lưỡng Ngụy, ông ta đại hội chư tướng, nhận xét: "Đồng không cỏ xanh, người ngựa mệt mỏi" lại sợ có mai phục, nên quyết định đình chỉ mọi hành động quân sự.

## Đánh giá
Trận Mang Sơn một lần nữa cho thấy Tây Ngụy vẫn chưa đủ khả năng đối đầu trực diện với Đông Ngụy. Hồ Tam Tỉnh đánh giá ở trận này, đôi bên "lưỡng bại câu thương": Vũ Văn Thái thì thế yếu mà chạy, nhưng Cao Hoan cũng chẳng còn sức để đuổi.
Vũ Văn Thái sau khi quay về, thiết lập chế độ phủ binh, bổ sung binh lực; đồng thời cải cách chế độ quan lại, tăng cường quốc lực.
Cao Hoan phải đợi đến ba năm sau (546), mới chuyển hướng sang chiến trường Hà Đông (Sơn Tây ngày nay), lần thứ hai phát động cuộc tấn công dữ dội vào Ngọc Bích (lần đầu vào năm 542).